# ريد إنترتنمنت
ريد إنترتنمنت، هي شركة إنتاج وتطوير ونشر ألعاب فيديو يابانية، مقرها تشوأو بطوكيو. أسست عام 2000.